# Pavelló de Gel de Puigcerdà
El Pavelló del Gel de Puigcerdà és un pavelló dedicat a la pràctica d'esports sobre gel a la localitat de Puigcerdà, Baixa Cerdanya. La instal·lació es va inaugurar l'any 1983 i els equips d'hoquei gel del Club Gel Puigcerdà hi juguen els seus partits a casa.
La pista de gel té unes dimensions de 56×26 metres i les grades tenen una capacitat aproximada de 1.400 persones. L'any 2018 es va renovar tot el sistema de refrigeració, i l'any 2021 el consistori i el Club Poliesportiu Puigcerdà van acordar fer les obres de substitució de la coberta de la pista amb un pressupost de 400.000 euros, aportats per ambdues entitats, tot i que també comptava amb finançament de la Generalitat de Catalunya. Les últimes obres de millora es van dur a terme en la primavera de 2023, quan es va substituir la tanca metàl·lica original, que suposava un risc per als esportistes, i va ser substituïda per una estructura nova amb un recobriment sintètic.
L'any 1986 va ser la seu del Campionat del Món d'hoquei sobre gel masculí, grup C. El torneig va finalitzar amb l'ascens de Noruega i la Xina al grup B per a la temporada següent, i el descens de Corea del Sud i Austràlia al grup D.